# Vuelta a España 2011
66. ročník cyklistického závodu Vuelta a España se konal mezi 20. srpnem a 11. zářím 2011. Závod začal týmovou časovkou v Benidormu a tradičně skončil v Madridu. Poprvé po 33 letech se Vuelta podívala do Baskicka; tato pauza byla kvůli strachu z politických protestů.
Komentároři se shodovali na tom, že trasa skvěle seděla vrchařům kvůli krátkým časovkám a velkému počtu vrchařských kilometrů. Devět z 21 etap bylo označeno jako vrchařské a šest z nich mělo vrcholový dojezd (zahrnující dojezd na velmi prudké stoupání Alto de El Angliru). Dvě další etapy měly prudké horské dojezdy, z nichž obě vyhrál Joaquim Rodríguez, lídr týmu Katusha.
Také se na Vueltě poprvé objevila cena bojovnosti, podobná té na Tour de France. Nejaktivnější jezdec každé etapy získal červené číslo, které poté nosil po celou další etapu.
Vítězem se původně stal Španěl Juan José Cobo, který porazil druhého Brita Chrise Frooma o pouhých 13 sekund. Ani jeden z těchto jezdců nebyl považován za favorita před závodem a oba přijeli na Vueltu jako domestici pro lídry svých týmů: Cobo pro Děnise Meňšova a Froome pro Bradleyho Wigginse. Meňšov a Wiggins dojeli pátý a třetí, respektive. Cobo také vyhrál kombinovanou soutěž. Králem hor se stal počtvrté v řadě Francouz David Moncoutié. Vítězem bodovací soutěže se stal Nizozemec Bauke Mollema, jenž dokončil celkově čtvrtý.
Mezinárodní cyklistická unie oznámila 13. června 2019, že byl Cobo shledán vinným porušením antidopingových pravidel, podle jeho hodnot v biologickém pasu. Jako výsledek ho UCI potrestala třemi lety neschopnosti působení v cyklistice. Cobovi byl titul oficiálně odebrán 18. července 2019. 17. července 2019 UCI oznámila, že se Chris Froome stává vítězem Vuelty a España 2011, vzhledem k tomu, že Cobovi vypršel čas na odvolání. Chris Froome se tímpádem stal zpětně prvním britským vítězem Grand Tour. Oficiálně obdržel trofej pro vítěze Vuelty 2011 při startu poslední etapy Vuelty a España 2020 8. listopadu 2020.

## Týmy
Všech 18 UCI ProTeamů bylo povinno se zúčastnit závodu. Zároveň byly také pozvány 4 UCI profesionální kontinentální týmy.
Týmy, které se zúčastnily závodu, byly:
UCI ProTeamy
- Ag2r La Mondiale
- Astana
- BMC Racing Team
- Euskaltel–Euskadi
- Garmin–Cervélo
- HTC–Highroad
- Team Katusha
- Lampre–ISD
- Leopard Trek
- Liquigas–Cannondale
- Movistar Team
- Omega Pharma–Lotto
- Quick-Step
- Rabobank
- Team RadioShack
- Saxo Bank–SunGard
- Team Sky
- Vacansoleil–DCM

UCI Pro-kontinentální týmy
- Andalucía–Caja Granada
- Cofidis
- Geox–TMC
- Skil–Shimano

## Favorité před závodem

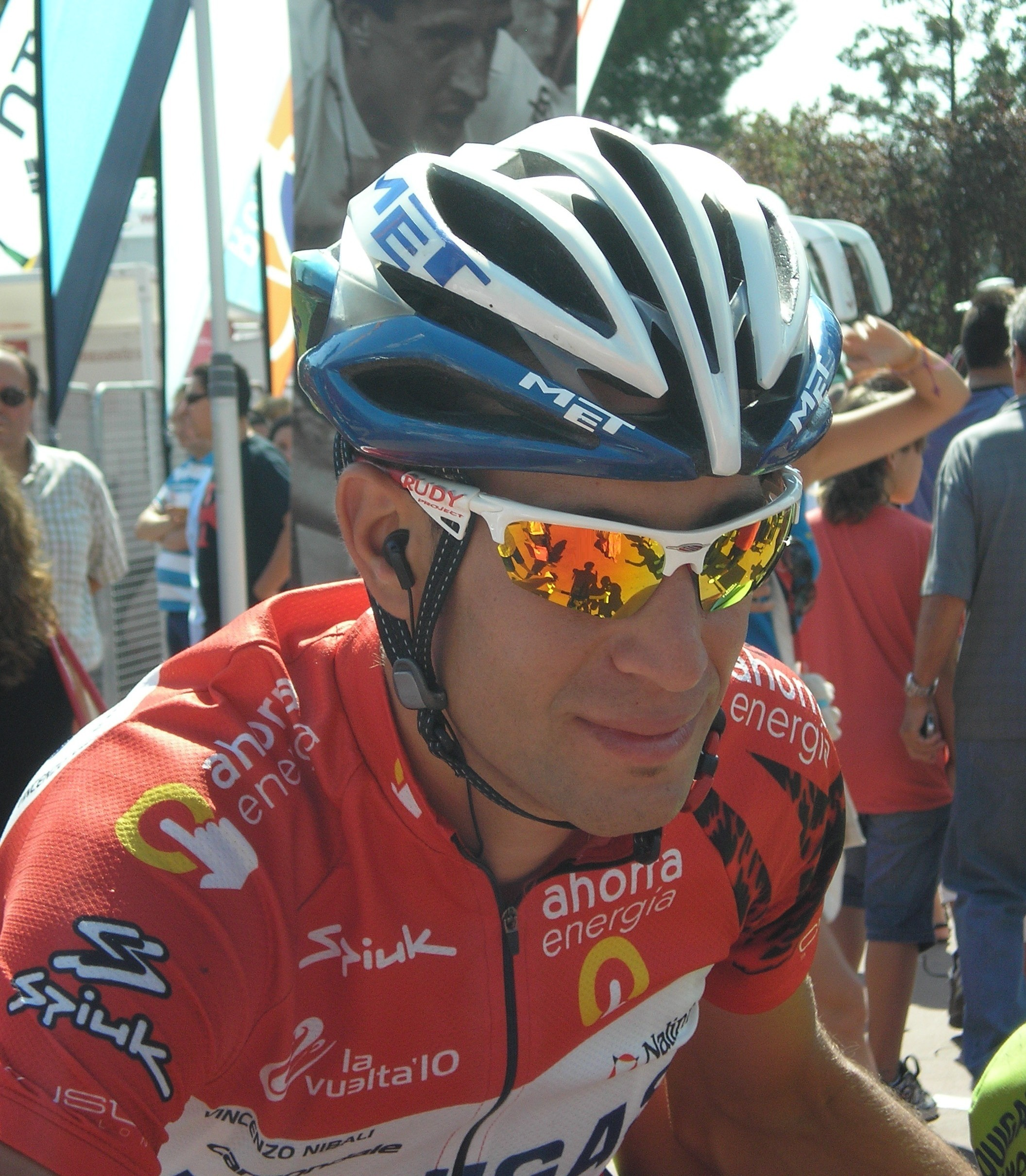
Obhájce vítězství Vincenzo Nibali z týmu Liquigas–Cannondale byl považován za hlavního favorita na vítězství.

Vítěz z roku 2010 Vincenzo Nibali přijel obhájit svůj titul a byl považován za hlavního favorita na vítězství kvůli jeho lepším časovkářským schopnostem než měli vrchaři jako Igor Antón, Joaquim Rodríguez nebo Michele Scarponi. Obhájce druhého místa Ezequiel Mosquera nestartoval z důvodu suspendace jeho týmem Vacansoleil–DCM kvůli probíhajícímu vyšetřování možného dopingu.
V pelotonu Vuelty se objevili další dva vítězové Grand Tour, a to Carlos Sastre (vítěz Tour de France 2008) a Děnis Meňšov (vítěz Vuelty a España 2007 a Gira d'Italia 2009). Oba jezdci týmu Geox–TMC chtěli získat lepší výsledky po neúspěšném Giru d'Italia. Sastre dokončil na 30. místě a Meňšov na 8. místě. Meňšov měl na Giru alergie a psychické problémy a chtěl získat druhý titul na Vueltě, kde mohl počítat se silnou podporou od Sastreho, Juana José Coba a Fabia Duarteho.
Další favorité pro pódium zklamali na Tour de France a chtěli to na Vueltě napravit. Janez Brajkovič, Bradley Wiggins a Jurgen van den Broeck museli odstoupit kvůli pádu v prvním týdnu Tour, zatímco Andreas Klöden odstoupil o týden později, také kvůli zraněním z pádu. Wiggins měl před Tour dobrou formu a byl považován za jednoho z faboritů. Jeho skvělé časovkářské schopnosti společně s jeho zlepšenými schopnostmi v horách z něj činily favorita na vítězství.
V první desítce favoritů bylo také pár slibných talentů, jako Dan Martin (vítěz Okolo Polska 2010), Steven Kruiswijk (devátý na Giru, třetí celkově a vítěz horské etapy na Tour de Suisse), Bauke Mollema (dvanáctý na Giru a pátý na Tour de Suisse), a Rein Taaramäe (dvanáctý na Tour de France, třetí na Criterium International a čtvrtý na Paříž–Nice). Dalšími favority byli spolulídr týmu Garmin Christophe Le Mével a Nicolas Roche z týmu Ag2r.

## Trasa a etapy
Kompletní trasa Vuelty a España 2011 byla odhalena v Benidormu 12. ledna 2011. Vrchařům se trať okamžitě zalíbilo kvůli šesti etapám s vrcholovými dojezdy a 2 rovinatým etapám s prudkými kopcovatými dojezdy. Mezi vrcholovými finiši bylo i známé Alto de El Angliru a stoupání na Sierru Nevadu. Dva dojezdy byly na kopcích, které ještě nikdy nebyly zahrnuty do trasy, a to Estacion de Montaña Manzaneda v 11. etapě a La Farrapona ve 14. etapě. Olympijský šampion Samuel Sánchez prohlásil, že minimum časovkářských kilometrů udělá závod zajímavým, protože jich nebude dost pro favority na vítězství s dobrými časovkářskými schopnostmi, kteří by si v nich získali čas do těžkých horských etap.
Poprvé po 33 letech se Vuelta podívala do Baskicka. Tato dlouhá pauza byla kvůli politickým protestům v tomto regionu. Zdejší separatisté nebyli šťastní z návratu Vuelty a nazývali to “plýtváním penězi”. I přes kritiku ze strany separatistů organizátoři Vuelty oznámili 8. září, že Vuelta a España 2012 začne v Pamploně.
| Etapa | Datum         | Trasa                                             | Vzdálenost          | Typ                   | Typ                  | Vítěz                                 |               |
| ----- | ------------- | ------------------------------------------------- | ------------------- | --------------------- | -------------------- | ------------------------------------- | ------------- |
| 1     | 20. srpna     | Benidorm                                          | 13,5 km (8,4 mi)    | Team time trial       | Týmová časovka       | Leopard Trek                          |               |
| 2     | 21. srpna     | La Nucía – Playas de Orihuela                     | 175,5 km (109 mi)   |                       | Rovinatá etapa       | Christopher Sutton (AUS)              |               |
| 3     | 22. srpna     | Petrer – Totana                                   | 163 km (101 mi)     |                       | Rovinatá etapa       | Pablo Lastras (ESP)                   |               |
| 4     | 23. srpna     | Baza – Sierra Nevada                              | 170,2 km (105,8 mi) |                       | Horská etapa         | Daniel Moreno (ESP)                   |               |
| 5     | 24. srpna     | Sierra Nevada – Valdepeñas de Jaén                | 187 km (116 mi)     |                       | Středně těžká etapa  | Joaquim Rodríguez (ESP)               |               |
| 6     | 25. srpna     | Úbeda – Córdoba                                   | 196,8 km (122 mi)   |                       | Středně těžká etapa  | Peter Sagan (SVK)                     |               |
| 7     | 26. srpna     | Almadén – Talavera de la Reina                    | 187,6 km (116,6 mi) |                       | Rovinatá etapa       | Marcel Kittel (GER)                   |               |
| 8     | 27. srpna     | Talavera de la Reina – San Lorenzo de El Escorial | 177,3 km (110,2 mi) |                       | Středně těžká etapa  | Joaquim Rodríguez (ESP)               |               |
| 9     | 28. srpna     | Villacastín – Sierra de Bejar La Covatilla        | 183 km (114 mi)     |                       | Horská etapa         | Dan Martin (IRL)                      |               |
| 10    | 29. srpna     | Salamanca                                         | 47 km (29,2 mi)     | Individual time trial | Individuální časovka | Tony Martin (GER)                     |               |
|       | 30. srpna     | Den odpočinku                                     | Den odpočinku       | Den odpočinku         | Den odpočinku        | Den odpočinku                         | Den odpočinku |
| 11    | 31. srpna     | Verín – Estación de Esquí Manzaneda               | 167 km (104 mi)     |                       | Horská etapa         | David Moncoutié (FRA)                 |               |
| 12    | 1. září       | Ponteareas – Pontevedra                           | 167,3 km (104,0 mi) |                       | Rovinatá etapa       | Peter Sagan (SVK)                     |               |
| 13    | 2. září       | Sarria – Ponferrada                               | 158,2 km (98,3 mi)  |                       | Horská etapa         | Michael Albasini (SUI)                |               |
| 14    | 3. září       | Astorga – La Farrapona. Lagos de Somiedo          | 172,8 km (107,4 mi) |                       | Horská etapa         | Rein Taaramäe (EST)                   |               |
| 15    | 4. září       | Avilés – Angliru                                  | 142,2 km (88,4 mi)  |                       | Horská etapa         | Juan José Cobo (ESP) Wout Poels (NED) |               |
|       | 5. září       | Den odpočinku                                     | Den odpočinku       | Den odpočinku         | Den odpočinku        | Den odpočinku                         | Den odpočinku |
| 16    | 6. září       | Villa Romana La Olmeda (Palencia) – Haro          | 188,1 km (116,9 mi) |                       | Rovinatá etapa       | Juan José Haedo (ARG)                 |               |
| 17    | 7. září       | Faustino V (Oyón) – Peña Cabarga                  | 211 km (131 mi)     |                       | Horská etapa         | Chris Froome (GBR)                    |               |
| 18    | 8. září       | Solares – Noja                                    | 174,6 km (108,5 mi) |                       | Středně těžká etapa  | Francesco Gavazzi (ITA)               |               |
| 19    | 9. září       | Noja – Bilbao                                     | 158,5 km (98,5 mi)  |                       | Středně těžká etapa  | Igor Antón (ESP)                      |               |
| 20    | 10. září      | Bilbao – Vitoria-Gasteiz                          | 185 km (115,0 mi)   |                       | Středně těžká etapa  | Daniele Bennati (ITA)                 |               |
| 21    | 11. září      | Circuito del Jarama – Madrid                      | 94,2 km (58,5 mi)   |                       | Rovinatá etapa       | Peter Sagan (SVK)                     |               |
|       | Celková délka | Celková délka                                     | 3319,8 km           | 3319,8 km             | 3319,8 km            | 3319,8 km                             | 3319,8 km     |

## Shrnutí závodu
Vuelta začala týmovou časovkou v Benidormu. Tým Leopard Trek vyhrál etapu. Dán Jakob Fuglsang proťal první cílovou pásku a stal se prvním lídrem závodu. Fuglsang ztratil další den dres pro lídra závodu. Novým lídrem závodu se stal po sprinterské etapě, kterou vyhrál Christopher Sutton, Ital Daniele Bennati 
O vítězství ve třetí etapě bojovali uprchlíci. Pablo Lastras (Movistar Team) zaútočil na posledním stoupání a udržel si náskok až do cíle.Sylvain Chavanel (Quick-Step), jenž dojel druhý v této etapě, se stal novým vedoucím závodníkem.
Během první horské etapy Vuelty neútočili žádní favorité na vítězství. Na stoupání do Sierry Nevady zaútočil Daniel Moreno (Team Katusha) společně s Chrisem Ankerem Sørensenem (SaxoBank–SunGard) a Moreno následně vyhrál závěrečný sprint o etapové vítězství. Chavanel se stal prvním jezdcem tohoto ročníku, který si udržel červený dres dva dny v řadě.
Igor Antón (Euskaltel-Euskadi) vyhrál na Vueltě a España 2009 etapu na příkrém stoupání Valdepeñas de Jaén. V roce 2011 Bask ztratil ve 4. etapě mnoho času, vzhledem k tomu, že nepřijel v dobré formě. Nakonec nezopakoval své etapové vítězství. Joaquim Rodríguez (Team Katusha), specialista na velmi prudká stoupání, vyhrál etapu před Nizozemcem Woutem Poelsem (Vacansoleil–DCM) a jeho týmovým kolegou Danielem Morenem. Lídr závodu Chavanel sice ztratil pár sekund, ale vedení si udržel.
Vincenzo Nibali a jeho tým Liquigas zvládli udělat při sjezdu na konci 6. etapy malý únik se čtyřmi jezdci Liquigasu a vítězem etapy na Vueltě
Lastrasem. Únik dojel až do cíle a Slovák Peter Sagan si připsal své první etapové vítězství na Grand Tour. Nibali nakonec nezískal žádné bonusové sekundy kvůli nedorozumění uvnitř týmu. Obhájce triumfu získal na své konkurenty 16 sekund. Další den Sagan také sprintoval o vítězství, ale nebyl schopen předjet Němce Marcela Kittela (Skil–Shimano).

## Doping
13. června 2019 UCI oznámila, že Cobův biologický pas naznačil používání drog zlepšujících výkon mezi lety 2009 a 2011. Byl proto označen za neoprávněného držitele vítězství. Cobo měl jeden měsíc na odvolání se proti rozsudku. 17. června 2019, v den, kdy vypršel Cobovi čas na odvolání bez jakékoliv odezvy, UCI oznámila, že se Chris Froome stává oficiálním vítězem Vuelty a España 2011. Bradley Wiggins postoupil na druhé místo a  Bauke Mollema na třetí.

## Průběžné pořadí
| Etapa          | Vítěz                    | Celkové pořadí             | Bodovací soutěž    | Vrchařská soutěž | Kombinovaná soutěž         | Soutěž týmů     | Cena bojovnosti     |
| -------------- | ------------------------ | -------------------------- | ------------------ | ---------------- | -------------------------- | --------------- | ------------------- |
| 1              | Leopard Trek             | Jakob Fuglsang             | neuděleno          | neuděleno        | neuděleno                  | Leopard Trek    | Fabian Cancellara   |
| 2              | Christopher Sutton       | Daniele Bennati            | Christopher Sutton | Paul Martens     | Jesús Rosendo              | Leopard Trek    | Adam Hansen         |
| 3              | Pablo Lastras            | Pablo Lastras              | Pablo Lastras      | Pablo Lastras    | Pablo Lastras              | Movistar Team   | Sylvain Chavanel    |
| 4              | Daniel Moreno            | Sylvain Chavanel           | Pablo Lastras      | Daniel Moreno    | Daniel Moreno              | Team RadioShack | Thomas Rohregger    |
| 5              | Joaquim Rodríguez        | Sylvain Chavanel           | Daniel Moreno      | Daniel Moreno    | Daniel Moreno              | Team RadioShack | Michael Albasini    |
| 6              | Peter Sagan              | Sylvain Chavanel           | Joaquim Rodríguez  | Daniel Moreno    | Daniel Moreno              | Team RadioShack | Martin Kohler       |
| 7              | Marcel Kittel            | Sylvain Chavanel           | Peter Sagan        | Daniel Moreno    | Daniel Moreno              | Team RadioShack | Luis Ángel Maté     |
| 8              | Joaquim Rodríguez        | Joaquim Rodríguez          | Joaquim Rodríguez  | Daniel Moreno    | Daniel Moreno              | Team RadioShack | Adrián Palomares    |
| 9              | Daniel Martin            | Bauke Mollema              | Joaquim Rodríguez  | Daniel Martin    | Bauke Mollema              | Geox–TMC        | Sebastian Lang      |
| 10             | Tony Martin              | Chris Froome               | Joaquim Rodríguez  | Daniel Martin    | Bauke Mollema              | Leopard Trek    | Tony Martin         |
| 11             | David Moncoutié          | Bradley Wiggins            | Joaquim Rodríguez  | Matteo Montaguti | Bauke Mollema              | Team RadioShack | Adrián Palomares    |
| 12             | Peter Sagan              | Bradley Wiggins            | Joaquim Rodríguez  | Matteo Montaguti | Bauke Mollema              | Team RadioShack | Adam Hansen         |
| 13             | Michael Albasini         | Bradley Wiggins            | Joaquim Rodríguez  | David Moncoutié  | Daniel Moreno              | Team RadioShack | Amets Txurruka      |
| 14             | Rein Taaramäe            | Bradley Wiggins            | Joaquim Rodríguez  | David Moncoutié  | Bauke Mollema              | Geox–TMC        | David de la Fuente  |
| 15             | Juan José CoboWout Poels | Juan José Cobo             | Joaquim Rodríguez  | David Moncoutié  | Juan José Cobo             | Geox–TMC        | Simon Geschke       |
| 16             | Juan José Haedo          | Juan José Cobo             | Joaquim Rodríguez  | David Moncoutié  | Juan José Cobo             | Geox–TMC        | Jesús Rosendo       |
| 17             | Chris Froome             | Juan José Cobo             | Bauke Mollema      | David Moncoutié  | Juan José Cobo             | Geox–TMC        | Johannes Fröhlinger |
| 18             | Francesco Gavazzi        | Juan José Cobo             | Joaquim Rodríguez  | David Moncoutié  | Juan José Cobo             | Geox–TMC        | Sérgio Paulinho     |
| 19             | Igor Antón               | Juan José Cobo             | Joaquim Rodríguez  | David Moncoutié  | Juan José Cobo             | Geox–TMC        | Igor Antón          |
| 20             | Daniele Bennati          | Juan José Cobo             | Joaquim Rodríguez  | David Moncoutié  | Juan José Cobo             | Geox–TMC        | Carlos Barredo      |
| 21             | Peter Sagan              | Juan José Cobo             | Bauke Mollema      | David Moncoutié  | Juan José Cobo             | Geox–TMC        | neuděleno           |
| Konečné pořadí | Konečné pořadí           | Juan José CoboChris Froome | Bauke Mollema      | David Moncoutié  | Juan José CoboChris Froome | Geox–TMC        | Adrián Palomares    |

## Konečné pořadí

### Celkové pořadí
| Pořadí | Jezdec                      | Tým                 | Čas      |
| ------ | --------------------------- | ------------------- | -------- |
| DSQ    | Juan José Cobo (ESP)        | Geox–TMC            | 84:59:31 |
| 1      | Chris Froome (GBR)          | Team Sky            | 84:59:44 |
| 2      | Bradley Wiggins (GBR)       | Team Sky            | + 1' 26" |
| 3      | Bauke Mollema (NED)         | Rabobank            | + 1' 50" |
| 4      | Denis Menchov (RUS)         | Geox–TMC            | + 3' 35" |
| 5      | Maxime Monfort (BEL)        | Leopard Trek        | + 4' 00" |
| 6      | Vincenzo Nibali (ITA)       | Liquigas–Cannondale | + 4' 18" |
| 7      | Jurgen Van den Broeck (BEL) | Omega Pharma–Lotto  | + 4' 32" |
| 8      | Daniel Moreno (ESP)         | Team Katusha        | + 5' 07" |
| 9      | Mikel Nieve (ESP)           | Euskaltel–Euskadi   | + 5' 20" |

### Bodovací soutěž
| Pořadí | Jezdec                  | Tým                 | Body |
| ------ | ----------------------- | ------------------- | ---- |
| 1      | Bauke Mollema (NED)     | Rabobank            | 122  |
| 2      | Joaquim Rodríguez (ESP) | Team Katusha        | 115  |
| 3      | Daniele Bennati (ITA)   | Leopard Trek        | 101  |
| 4      | Peter Sagan (SVK)       | Liquigas–Cannondale | 100  |
| DSQ    | Juan José Cobo (ESP)    | Geox–TMC            | 92   |
| 5      | Chris Froome (GBR)      | Team Sky            | 88   |
| 6      | Daniel Moreno (ESP)     | Team Katusha        | 83   |
| 7      | Wout Poels (NED)        | Vacansoleil–DCM     | 71   |
| 8      | Dan Martin (IRL)        | Garmin–Cervélo      | 70   |
| 9      | Bradley Wiggins (GBR)   | Team Sky            | 69   |

### Vrchařská soutěž
| Pořadí | Jezdec                     | Tým               | Body |
| ------ | -------------------------- | ----------------- | ---- |
| 1      | David Moncoutié (FRA)      | Cofidis           | 63   |
| 2      | Matteo Montaguti (ITA)     | Ag2r–La Mondiale  | 56   |
| DSQ    | Juan José Cobo (ESP)       | Geox TMC          | 42   |
| 3      | Dan Martin (IRL)           | Garmin–Cervélo    | 33   |
| 4      | Daniel Moreno (ESP)        | Team Katusha      | 32   |
| 5      | David de la Fuente (ESP)   | Geox–TMC          | 24   |
| 6      | Nico Sijmens (BEL)         | Cofidis           | 22   |
| 7      | Chris Froome (GBR)         | Team Sky          | 21   |
| 8      | Chris Anker Sørensen (DEN) | Saxo Bank–SunGard | 20   |
| 9      | Koen de Kort (NED)         | Skil–Shimano      | 19   |

### Kombinovaná soutěž
| Pořadí | Jezdec                     | Tým               | Body |
| ------ | -------------------------- | ----------------- | ---- |
| DSQ    | Juan José Cobo (ESP)       | Geox–TMC          | 9    |
| 1      | Chris Froome (GBR)         | Team Sky          | 16   |
| 2      | Bauke Mollema (NED)        | Rabobank          | 17   |
| 3      | Daniel Moreno (ESP)        | Team Katusha      | 21   |
| 4      | Dan Martin (IRL)           | Garmin–Cervélo    | 26   |
| 5      | Wout Poels (NED)           | Vacansoleil–DCM   | 38   |
| 6      | Bradley Wiggins (GBR)      | Team Sky          | 39   |
| 7      | Joaquim Rodríguez (ESP)    | Team Katusha      | 48   |
| 8      | Chris Anker Sørensen (DEN) | Saxo Bank–SunGard | 51   |
| 9      | Denis Menchov (RUS)        | Geox–TMC          | 52   |

### Soutěž týmů
| Pořadí | Tým                 | Čas          |
| ------ | ------------------- | ------------ |
| 1      | Geox–TMC            | 254h 32′ 28" |
| 2      | Leopard Trek        | + 10′ 19"    |
| 3      | Euskaltel–Euskadi   | + 16′ 44"    |
| 4      | Team Katusha        | + 43' 18"    |
| 5      | Ag2r–La Mondiale    | + 43′ 27″    |
| 6      | Rabobank            | + 54′ 32″    |
| 7      | Astana              | + 58′ 56″    |
| 8      | Liquigas–Cannondale | + 1h 01′ 51" |
| 9      | Movistar Team       | + 1h 05′ 11″ |
| 10     | Team Sky            | + 1h 09′ 45″ |